# Antic ajuntament de Vilablareix
L'Antic ajuntament de Vilablareix o Escoles de Vilablareix és un edifici noucentista de Vilablareix (Gironès) que forma part de l'Inventari del Patrimoni Arquitectònic de Catalunya.

## Descripció
És una edificació de caràcter noucentista del gran arquitecte gironí Rafael Masó i Valentí. L'obra consistia en la transformació d'un edifici antic transformat en habitatge per la mestra i aula d'escola pels nens del municipi. Hi havia, a la façana principal, les dues portes d'accés diferenciades, que actualment s'han desvirtuat. És interessant la volumetria de l'edifici, la seva ornamentació noucentista, el panell ceràmic amb el nom del municipi i la data en xifres romanes, així com la riquesa compositiva, amb diferents materials i textures.
Durant els anys 1980 es reformà l'interior per donar-hi cabuda a una nova aula d'escola i un petit dispensari mèdic, el que ha suposat la pèrdua total de la riquesa compositiva de l'interior de l'edifici. La façana, lleugerament retocada pel dispensari, resta en un estat regular. Convindria una neteja de materials i l'eliminació dels elements estranys, com la línia de telèfon, el fanal, etc, que amaguen l'obra.
Tot i que no s'ha trobat cap document gràfic del projecte de Masó, Tarrús i Comadira sostenen que l'Ajuntament sorgeix d'una mala interpretació del projecte original comportant, així, que s'edifiqués una planta sobre el cos esquerra i la modificació de la planta baixa respecte al suposat projecte original. No obstant, als anys 1980 es va enderrocar la planta superior i retornar a l'edifici l'aspecte original. Les diverses ampliacions que s'han fet per completar l'espai escolar han deixat l'edifici de Masó com l'emblema del nou conjunt més gran.